# 金沢寿
金 沢寿（キム・テクス、朝鮮語: 김택수/金澤壽、1926年9月10日 - 1983年7月17日）は、大韓民国の政治家、実業家。第6・7・10代韓国国会議員。本貫は金海金氏。

## 経歴
日本統治時代の慶尚南道金海郡（現・釜山広域市）に生まれた。実業家の金翰寿は兄である。慶南高校を経て、1952年にソウル大学校法科大学を卒業した。その後は慶南手織工業株式会社専務、慶南体育会長を歴任した。
第3共和国発足とともに民主共和党に入党し、民主共和党の慶尚南道党支部委員長および慶南第13地区党委員長を務めた。1963年11月26日に実施された第6代総選挙に民主共和党の公認で立候補して当選し、国会議員となった。国会建設分科委員長、民主共和党党務委員を務めた。また、1966年にアジアアマチュアボクシング連盟会長兼国際アマチュアボクシング連盟副会長を務めた。
1967年6月に実施された第7代総選挙に同党の公認で立候補して当選し、再び国会議員となった。民主共和党院内総務などを務め、金鍾泌系の核心として3選改憲強行に反対し、1969年の改憲波動に積極的に介入した。1971年11月20日、臨時代議員総会で第24代大韓体育会会長に満場一致で選出され、大韓オリンピック委員会委員長も兼任した。1973年にソ連モスクワの夏季ユニバーシアード韓国代表団団長、1974年に国民体育振興財団理事長、1975年に国際アマチュアボクシング連盟執行委員などを務めた。1977年より国際オリンピック委員会委員。
1978年12月12日に実施された第10代総選挙にも同党の公認で立候補して当選し、三たび国会議員となったが、第5共和国発足とともに政界から引退し、スポーツ界の活動に専念した。特に1981年のソウルオリンピック誘致の時に活躍したことが知られている。
1983年7月17日、国際オリンピック委員会委員を務めている中、持病の肝癌により自宅にて57歳で死去した。同年7月21日に大韓体育会の主催で葬儀が行われた。